# Elecciones presidenciales de Georgia de 2018
Las elecciones presidenciales se celebrararon en Georgia el 28 de octubre de 2018, la séptima elección presidencial desde el restablecimiento de la independencia de la Unión Soviética en 1991. Las últimas elecciones de octubre de 2013 dieron como resultado una victoria para Giorgi Margvelashvili, candidato de la coalición Sueño Georgiano. Una segunda ronda en la que participaron Salomé Zurabishvili y Grigol Vashadze se celebró el 28 de noviembre. Salomé Zurabishvili fue elegida Presidenta con el 60% de los votos.
Tras las enmiendas a la constitución en 2017, las elecciones de 2018 serán la última votación presidencial directa; después de 2018 los presidentes serán elegidos por el Colegio de Electores de 300 miembros. En vista de estos cambios, el mandato del Presidente que se elegirá en 2018 tendrá un mandato de seis años.

## Antecedentes
El período preelectoral se vio empañado por un ambiente político polarizado y una serie de grabaciones secretas emitidas por el canal de televisión Rustavi 2, favorable a la oposición, que dieron lugar a acusaciones de secuestros y torturas por parte de los investigadores para obtener condenas, presión y coerción sobre empresas y medios de comunicación, corrupción de alto nivel y justicia selectiva.

## Resultados
| Candidato               | Candidato               | Partido                                                 | Primera vuelta | Primera vuelta | Segunda vuelta | Segunda vuelta |
| Candidato               | Candidato               | Partido                                                 | Votos          | %              | Votos          | %              |
| ----------------------- | ----------------------- | ------------------------------------------------------- | -------------- | -------------- | -------------- | -------------- |
|                         | Salomé Zurabishvili     | Ind. (Sueño Georgiano)                                  | 615.624        | 38,64          | 1.147.625      | 59,52          |
|                         | Grigol Vashadze         | Movimiento Nacional Unido                               | 601.188        | 37,74          | 780.635        | 40,48          |
|                         | Davit Bakradze          | Georgia Europea                                         | 174.753        | 10,97          |                |                |
|                         | Shalva Natelashvili     | Partido Laborista Georgiano                             | 59.625         | 3,74           |                |                |
|                         | Zurab Yaparidze         | Girchi                                                  | 36.023         | 2,26           |                |                |
|                         | Davit Usupashvili       | Movimiento de Desarrollo                                | 36.005         | 2,26           |                |                |
|                         | Kaja Kukava             | Georgia Libre                                           | 21.195         | 1,33           |                |                |
|                         | Giorgi Andriadze        | Independiente                                           | 13.162         | 0,83           |                |                |
|                         | Teimuraz Shashiashvili  | Independiente                                           | 9.487          | 0,6            |                |                |
|                         | Tamar Tsjoragauli       | Libertad - El camino de Zviad Gamsajurdia               | 4.009          | 0,25           |                |                |
|                         | Besarion Tediashvili    | Independiente                                           | 3.713          | 0,23           |                |                |
|                         | Míjeil Saluashvili      | Unión para la Restauración de la Justicia               | 2.970          | 0,19           |                |                |
|                         | Leván Chjeidze          | Nuevos Demócratas Cristianos                            | 2.931          | 0,18           |                |                |
|                         | Akaki Asatiani          | Unión de los Tradicionalistas Georgianos                | 2.002          | 0,12           |                |                |
|                         | Vajtang Gabunia         | Movimiento Demócrata Cristiano                          | 1.958          | 0,12           |                |                |
|                         | Gela Jutsishvili        | Movimiento Político de Veteranos y Patriotas Georgianos | 1.623          | 0,10           |                |                |
|                         | Kajaber Chichinadze     | Independiente                                           | 1.422          | 0,09           |                |                |
|                         | Míjeil Antadze          | Estado para la Gente                                    | 1.074          | 0,07           |                |                |
|                         | Giorgi Liluashvili      | Partido Georgiano                                       | 892            | 0,06           |                |                |
|                         | Zviad Mejatishvili      | Partido Conservador-Cristiano Georgiano                 | 713            | 0,04           |                |                |
|                         | Otar Meunargia          | La Industria Salvará a Georgia                          | 664            | 0,04           |                |                |
|                         | Vladimer Nonikashvili   | Independiente                                           | 635            | 0,04           |                |                |
|                         | Irakli Gorgadze         | Movimiento por una Georgia Libre                        | 542            | 0,03           |                |                |
|                         | Zviad Baghdavadze       | Plataforma Ciudadana - Nueva Georgia                    | 488            | 0,03           |                |                |
|                         | Zviad Iashvili          | Partido Nacional Democrático                            | 444            | 0,03           |                |                |
| Votos inválidos y nulos | Votos inválidos y nulos | Votos inválidos y nulos                                 | 53 847         |                | TBA            |                |
| Votos totales           | Votos totales           | Votos totales                                           | 1.647.878      | 100            | TBA            | TBA            |
| Fuente: CEC             |                         |                                                         |                |                |                |                |